# 浪平山

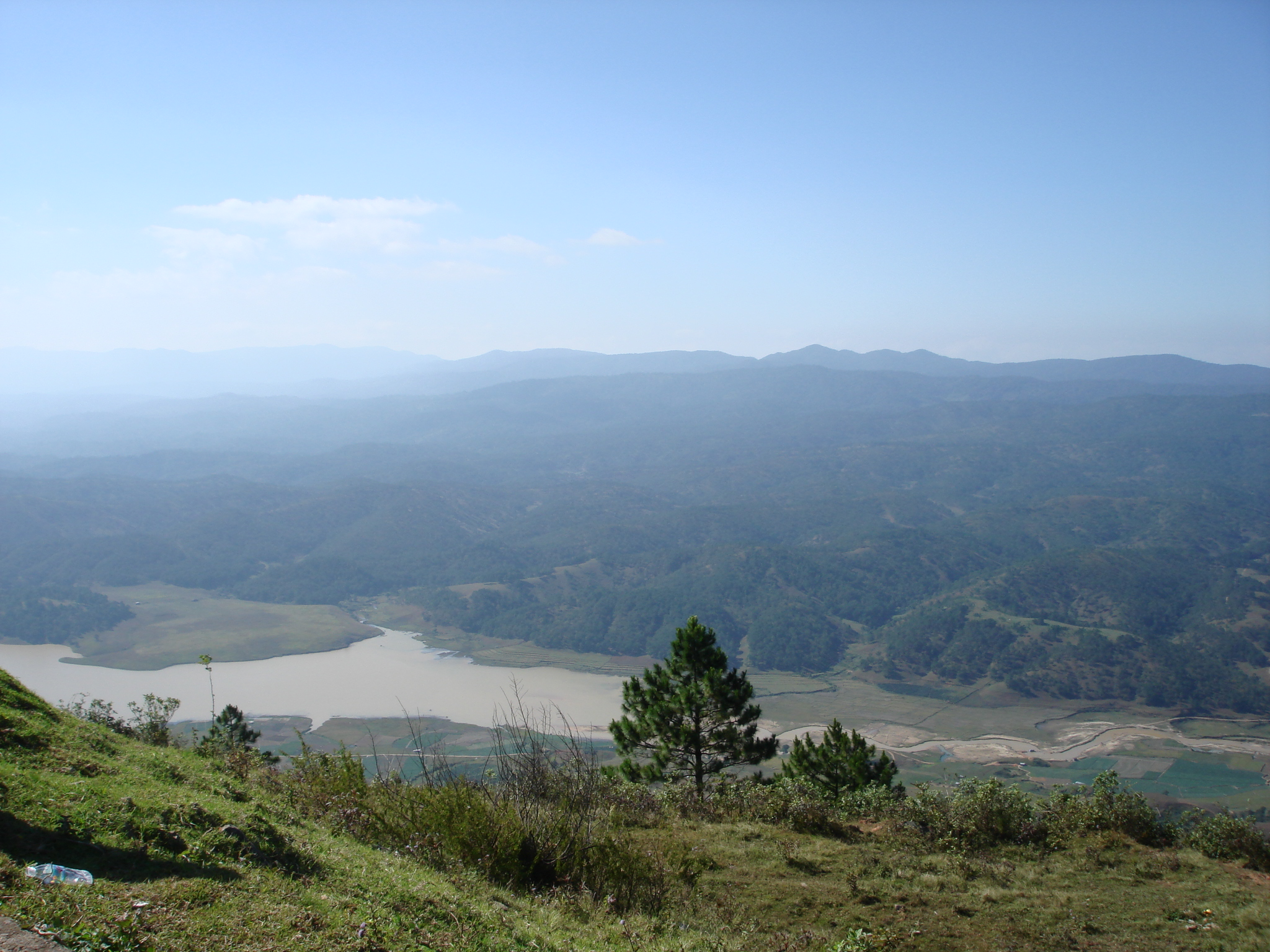
從浪平山眺望金溪和銀溪

浪平山是越南林同省北部的山峰，是越南國家保護區。

## 地理
浪平山最高峰海拔2287米，保护区总面积为275439公顷，其中核心区面积为33943公顷，坐落于林同省北边，跨越大叻市、德重縣、林河縣、单阳縣、丹龍縣、樂阳縣六个县市。保护区的中心是越南生物多样性的四大中心之一的比杜－努伊巴國家公園，是，也是世界自然基金会（WWF）的南长山主要山脉生物多样性保护战略中优先保护区。浪平山生物圈保护区是林同省分布大面积天然原始森林的地方，是同奈河的源头。

## 歷史
當地格贺族传说，从前拉特部落酋长名叫“浪”爱上智丽部落酋长的女儿，名叫“平”。由于习俗规定不同部落男女不得通婚，所以他们在拉峨村的高山上一起自杀了。平的父亲非常后悔，于是把拉特、智丽、斯雷等部落统一起来，成为格贺部落。为了纪念这对恋人，人们将那座高山命名为浪平山。
最早進入這一地區的探險家是亚历山大·耶尔森（AlexandreYersin）。历史学家艾瑞克·詹宁斯（EricT.Jennings）的《帝国山庄》也對其進行了記載。2015年6月9日在联合国教科文组织人与生物圈计划国际协调理事会（ICC-MAB）第27届会议上，越南林同省浪平生物圈保护区被列为世界生物圈保护区名录。

## 生物
浪平生物圈保护区有1940种植物、820种动物，其中的153种动植物2007年列入越南红皮书，至2010年有154种动植物被列入世界自然保护联盟濒危物种。浪平生物圈保护区是多种珍稀动植物的栖息地，分佈有马来熊、云豹、野牛，印度支那虎、黄颊长臂猿、黑腿白臀叶猴、沉香、盆距兰、福建柏等。

## 文化
浪平山區是格贺族、埃地族、墨侬族等土著民族的世居之地，具代表性的是被联合国教科文组织列为人类非物质文化遗产的西原鑼鉦。